# 문흠
문흠(文欽, ? ~ 258년 2월)은 중국 삼국 시대 위나라와 오나라의 장수로, 자는 중약(仲若)이며, 예주(豫州) 초국(譙國) 초현(譙縣) 사람이다. 그의 둘째 아들 문앙은 당대 최강의 용맹을 자랑했던 맹장이다.

## 행적

### 초기 경력
어려서는 재주와 무용이 있다고 칭찬을 받았다.
219년, 업의 수비가 허술하다는 것을 노리고 위풍이 구데타 계획을 세웠으나 누설되어 처형되었으며, 문흠도 이 사건에 연루되어 사형에 처해질 뻔했으나, 아버지 문직의 공으로 인해 조조가 사면해 주었다고 한다.
태화 연간에 오영교독이 되었고, 아문장이 되었다.

### 양주의 관리
전임하여 여강태수 및 응양장군(鷹揚將軍)이 되었다. 왕릉이 상주하여 문흠의 실정을 치죄하길 구해 중앙으로 불러들여졌으나, 당시 권세를 쥔 조상과 동향이었으므로 문흠의 죄를 묻지 않고 오히려 후대하였다. 이에는 조상의 최측근 심복 정밀의 계책이 있었다. 다시 여강으로 돌려보내, 관군장군이 되었다. 이 때문에 문흠은 더욱 교만해지고, 허명을 높였다. 문흠은 육안 땅에 진영을 두고 오나라의 도망자나 반란자를 유인하여 변방에 피해를 주고 있었는데, 주이의 습격을 받아 격파당했다. 이는 적오 4년(243년) 이후의 일이다. 적오 13년(250년) 겨울 10월, 거짓으로 모반하여 주이를 유인했다. 그러나 주이가 거짓 투항으로 알고 신중하게 대처하였으므로, 아무것도 얻을 수 없었다.

### 관구검·문흠의 난
조상이 주살된 후, 위로 차원에서 전장군에 임명되었으나 여전히 불안해했다. 제갈탄을 대신해 양주자사가 되었다. 양주의 군권을 쥔 제갈탄과는 사이가 나빠 모의를 함께하지 않았다. 마침 제갈탄 대신 관구검이 진동장군(鎭東將軍)·도독양주제군사(都督揚州諸軍事)에 임명되어 양주의 군권을 쥐었다. 문흠은 전공을 여러 차례 세우고 노획물을 부풀려 조정의 총상을 받고자 했으나 뜻대로 되지 않아 원한이 있었는데, 관구검이 이를 헤아리고 문흠을 후대하니 문흠은 관구검에 대해 두 마음을 품지 않게 되었다.
253년, 제갈각이 합비신성을 포위하였을 때 관구검과 함께 방어했다.
정원 2년(255년) 정월, 관구검과 함께 수춘에서 반란을 일으켰다. 수춘 일대의 사람들을 협박하여 성 안으로 들어가게 하고, 성은 노약자들로 지키게 한 후, 5~6만의 군대를 거느리고 예주 항현으로 진격했다. 관구검은 성을 지키고, 문흠은 유격대를 맡았다.
관구검의 명령을 받아 낙가에 주둔하고 있는 연주자사 등애의 군대를 쳤으나, 사마사가 곧 등애를 구원하였다. 아들 문앙의 진언으로 군대를 둘로 나누어 적을 협공했는데, 과연 문앙의 습격은 성공했으나 문흠이 약속한 시각에 늦어 뜻대로 되지 못하고 후퇴하였다. 한편 문흠은 거기장군 곽회에게 서신을 보내어 함께할 것을 요청하였으나, 곽회가 이 달 30일에 죽었기 때문에 헛일이 되었다.
문앙의 기습에 놀란 사마사는 눈이 튀어나와 목숨이 경각간에 처했었다. 윤대목이 사마사의 군중에서 문흠을 설득시키겠다는 이유로 문흠을 찾아, “군후는 어찌 며칠을 더 참지 못하시오!”라 하여 문흠이 사마사가 곧 죽을 것임을 깨닫기를 바랐다. 그러나 문흠은 이를 깨닫지 못하고 도리어 윤대목을 죽이려 하였고, 윤대목은 울면서 돌아갔다. 윤달 16일, 사마사는 기병으로 문흠을 추격하여 낙가에서 격파했다.
이 패배를 들은 관구검의 군대는 붕괴되었으며, 문흠은 오나라로 도망쳐 마침 수춘을 치러 오던 승상 손준에게 투항했다. 오나라에서는 문흠을 도호(都護)·가절(加節)·진북대장군(鎭北大將軍)·유주목·초후(譙侯)로 삼았다.

### 손준·손침의 사람
문흠은 오나라에 망명하였으면서도 여전히 교만하였으므로 여거·주이 등의 미움을 샀으며, 오직 손준만이 문흠을 비호했다.
이듬해(256년), 손준에게 위나라를 칠 계책을 내었다. 8월, 손준에게 여거·유찬·주이·당자와 함께 회수와 사수로 들어가도록 명령을 받았다. 손준이 죽자 여거·당자와 함께 표를 올려 등윤을 승상으로 임명하도록 구했으나 받아들여지지 않았고, 조서를 받아 유찬·당자와 함께 여거를 체포하고자 쳤다. 여거는 자살했다.

### 제갈탄의 난
이듬해(257년) 6월, 당자·전단(全端)·전역·왕조(王祚)와 함께 3만 군사를 이끌고 위나라에서 반란을 일으킨 제갈탄을 구원하여, 왕기가 포위망을 완성하기 직전 성내에 들어가 주이와 호응하여 여러 차례 포위를 뚫으려 했으나 실패했다.
제갈탄의 부하 장반과 초이가 손침이 퇴각하기 전에 속히 공격할 것을 주장하였으나, 문흠은 이를 반대하였다. 제갈탄이 장반과 초이를 죽이려 하였으므로 둘은 위나라에 투항했다. 함께 구원을 온 전씨 일족들이 모조리 위나라에 투항하고, 손침도 주이를 죽이고 손은으로 주이를 대신했다가 곧 귀국했다.
이듬해(258년) 1월, 문흠은 전씨 일족들이 투항했으므로, 이쪽이 크게 불리하게 되어 저쪽이 방비가 없을 때 공격하여야 한다고 주장하였다. 제갈탄과 당자도 이를 옳게 여기고 포위망을 뚫고자 맹렬히 싸웠으나 결국 큰 피해만 입고 물러났다.
문흠은 위나라 군사를 내어 보내고 오나라 군대들로 성을 지키기를 원했으나, 제갈탄은 듣지 않았다. 안 그래도 나쁜 사이였는데 단지 어쩔 수 없이 협력하고 있던 것이 이제는 완전히 어그러져 버렸다. 결국 제갈탄은 문흠을 죽였다.

### 사후
문흠이 제갈탄에게 주살당하자, 아들 문앙과 문호는 사마소에게 투항했다.
문앙과 문호는 위나라에서 반란을 일으켜 오나라에 투항했었던 사람들이었고, 사마소의 형 사마사를 병들어 죽게 한 사람들이었기 때문에, 위나라에 다시 투항하면 처벌을 받을 것이 뻔한 것이었다. 하지만 사마소가 이들을 용서하고, 이들에게 수춘성 주위를 돌면서,
"나같은 사람도 위나라에서 용서해 주었다"고 외치게 했다. 이들의 외침을 들은 제갈탄의 병사들은 더더욱 항복하는 자들이 많아지게 되었다.
제갈탄의 난이 평정된 후, 두 아들들은 허락을 받아 문흠의 시신을 거두어 염하고 장례를 치렀다.

## 가계

### 관련 인물
문숙　문호

## 같이 보기
- 삼국지 인물 목록